# モモルジシンI
モモルジシンI（英語: Momordicin I）または、3,7,23-トリヒドロキシククルビタン-5,24-ジエン-19-アールは、ツルレイシ（ニガウリ、ゴーヤー）に含まれる化学物質である。
1984年に福岡大学の安田らによって単離され性質が明らかにされた。白色の結晶性固体で、化学式はC30H48O4、融点は125 – 128°Cである。
乾燥し粉砕した葉からジクロロメタンで抽出することができる。水には溶けず、メタノールには溶ける。
配糖体であるモモルジコシドは未成熟の果実で生成する。